# Hermann Behrends
Pour les articles homonymes, voir Behrends.
Hermann Behrends est un juriste et un SS-Gruppenführer allemand, né le 11 mai 1907 à Rüstingen (de) et mort exécuté le 4 décembre 1948 à Belgrade.
Pendant la Seconde Guerre mondiale, il a été Höhere SS- und Polizeiführer (HSSPf) en Serbie-Monténégro et en Russie Nord.

## Biographie
Hermann Behrends étudie le droit à l'université de Marbourg et obtient son doctorat le 17 juillet 1932. Le 1er janvier 1932, il adhère au parti nazi dont il devient conseiller juridique ; le lendemain, il intègre la SS dont il devient chef de section locale à Wilhelmshaven. Ancienne connaissance et proche de Reinhard Heydrich, il entre au SD et devient en janvier 1934 le premier chef du SD à Berlin puis du SD-Inland (section chargée du renseignement politique à l'intérieur du Reich) de 1934 à 1937. Il joue un rôle important dans la nuit des Longs Couteaux. Le 27 janvier 1937, il devient l'adjoint de Werner Lorenz en tant que chef d'état-major du Hauptamt Volksdeutsche Mittelstelle, et le reste jusqu’au 15 avril 1943. En 1940, pendant la campagne de France, il est officier de réserve dans la Waffen-SS. Proche de Himmler, il fait partie de son cercle d'amis (Freundeskreis Reichsführer-SS (en)).
En tant que SS-Obersturmführer de réserve dans la Waffen-SS, il intègre en avril 1943 la 2e division SS Das Reich pour suivre un cours sur le commandement des unités blindées à Wunstorf, qu'il achève en juin 1943. En octobre 1943, il combat en Croatie les partisans yougoslaves au sein de la 13e division de montagne de la Waffen SS Handschar.
Il est nommé en mars 1944 adjoint d'August Meyszner le HSSPF pour la Serbie et le Monténégro avant de le remplacer en août 1944. Il mène à ce poste une lutte farouche contre les communistes puis reçoit la mission de coordonner le rapatriement des Volksdeutsche de Hongrie puis des états baltes en décembre 1944. Il est nommé HSSPF pour la Russie Nord de janvier à mai 1945 en remplacement de Friedrich Jeckeln.
Il est arrêté par les Alliés à Flensbourg en juillet 1945 puis livré à la Yougoslavie en 1946. Il est jugé en 1947, condamné à mort et pendu à Belgrade le 4 décembre 1948.

## Carrière dans la SS
- 1er février 1932 : SS-Mann
- 12 septembre 1932 : SS-Scharführer
- 8 octobre 1932 : SS-Oberscharführer
- 20 avril 1933 : SS-Untersturmführer
- 1er février 1934 : SS-Obersturmführer
- 20 avril 1934 : SS-Hauptsturmführer
- 4 juillet 1934 : SS-Obersturmbannführer
- 20 avril 1935 : SS-Standartenführer
- 20 avril 1937 : SS-Oberführer
- 15 août 1942 : autorisation de port des insignes de grade de SS-Brigadeführer und Generalmajor der Polizei
- 15 mars 1944 : Generalmajor der Polizei
- 1er août 1944 : SS-Gruppenführer und Generalleutnant der Polizei